# Gare de Saint-Étienne-de-Montluc
Gare de Saint-Étienne-de-Montluc – stacja kolejowa w Saint-Étienne-de-Montluc, w departamencie Loara Atlantycka, w regionie Kraj Loary, we Francji.
Została otwarta w 1857 przez Compagnie du chemin de fer de Paris à Orléans (PO). Dziś jest stacją Société nationale des chemins de fer français (SNCF), obsługiwaną przez pociągi TER Pays de la Loire, kursujących między Le Croisic, Saint-Nazaire, Nantes i Redon.